# Championnat d'Albanie de football 1989-1990
Navigation
Championnat d'Albanie 1988-89 Championnat d'Albanie 1990-91
Le Championnat d'Albanie de football de Kategoria Superiore 1989-1990 est la 49e édition de ce championnat.

## Classement
| Rang | Équipe                | Pts | J  | G  | N  | P  | Bp | Bc | Diff |
| ---- | --------------------- | --- | -- | -- | -- | -- | -- | -- | ---- |
| 1    | Dinamo Tirana         | 50  | 33 | 19 | 9  | 5  | 45 | 22 | +23  |
| 2    | Partizan Tirana       | 49  | 33 | 20 | 8  | 5  | 56 | 25 | +31  |
| 3    | Flamurtari Vlorë      | 39  | 33 | 15 | 7  | 11 | 39 | 27 | +12  |
| 4    | 17 Nëntori Tirana     | 36  | 33 | 13 | 8  | 12 | 40 | 34 | +6   |
| 5    | Vllaznia Shkodër      | 33  | 33 | 12 | 9  | 12 | 45 | 46 | -1   |
| 6    | Apolonia Fier         | 30  | 33 | 13 | 7  | 13 | 42 | 46 | -4   |
| 7    | Luftëtari Gjirokastër | 30  | 33 | 13 | 5  | 15 | 31 | 39 | -8   |
| 8    | Besa Kavajë           | 26  | 33 | 7  | 14 | 12 | 31 | 47 | -16  |
| 9    | Tomori Berat          | 25  | 33 | 6  | 15 | 12 | 26 | 36 | -10  |
| 10   | Lokomotiva Durrës     | 25  | 33 | 8  | 9  | 16 | 33 | 45 | -12  |
| 11   | Labinoti Elbasan      | 24  | 33 | 11 | 5  | 17 | 27 | 41 | -14  |
| 12   | Besëlidhja Lezhë      | 23  | 33 | 7  | 12 | 14 | 31 | 38 | -7   |

|  | Champion   |
|  | Relégation |

## Bilan de la saison
| Tableau d'Honneur                 |               |
| Compétition                       | Vainqueur     |
| Championnat d'Albanie de football | Dinamo Tirana |
| Coupe d'Albanie de football       | Dinamo Tirana |

| Promotions et relégations     |                                                   |
| Relégués en First Division    | Besëlidhja Lezhë                                  |
| Promus en Kategoria Superiore | Traktori Lushnja Skënderbeu Korçë Kastrioti Krujë |